# Гарус

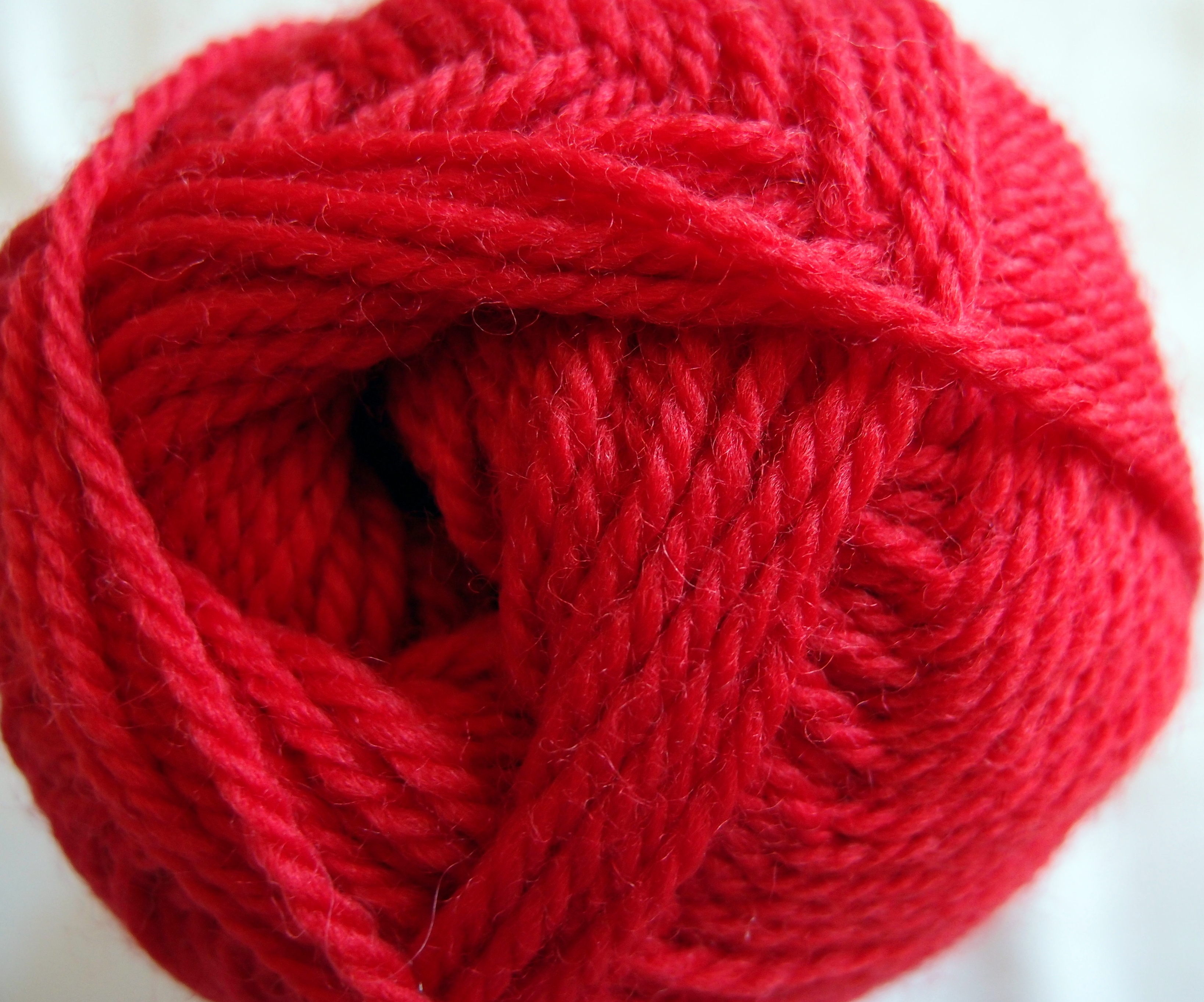
Клубок шерстяного гаруса

Га́рус (пол. harus от нем. Arras, Harras — Аррас) — род старинной шерстяной или хлопчатобумажной пряжи двух видов:
- Хлопчатобумажная набивная ткань из низкосортного хлопка с мелким печатным узором с обеих сторон, прочная, жёсткая и грубая на ощупь.
- Шерстяная пряжа для вышивания, вязания и изготовления грубых тканей.

Из полотняного гаруса изготавливались домашние женские платья, из шерстяного — грубые ткани для верхней одежды.
В таможенных книгах Тихвинского монастыря XVII века упоминается о «100 аршинах гарусу».
Есть этимология от города Арраса во Фландрии, где первоначально вырабатывали такую пряжу и ткани.